# Salão de Concertos de Pärnu
A Salão de Concertos de Pärnu (em estoniano:  Pärnu kontserdimaja) é uma sala de concertos em Pärnu, na Estónia. O salão é operado por Eesti Kontsert. Os eventos mais solenes em Pärnu são realizados neste edifício. Por exemplo, as celebrações do prefeito e da véspera de ano novo.
O salão também abriga a Escola de Música de Pärnu, a Orquestra Municipal de Pärnu e a loja de música.
O salão foi construído em 2002 e foi projectado por Katrin Koov, Kaire Nõmm e Hanno Grossschmidt.